# Robert Gordon (regista)
Robert Gordon, noto anche come Bobby Gordon (Pittsburgh, 21 agosto 1913 – Los Angeles, 1º dicembre 1990), è stato un attore e regista statunitense, di origine ebraica, noto come attore bambino negli anni Venti in particolare per la sua interpretazione del giovane Al Jolson nel film Il cantante di jazz (1927) e quindi attivo come regista al cinema e alla televisione tra il 1947 e il 1971.

## Biografia
Nato nel 1913 a Pittsburgh, il piccolo Bobby Gordon fu notato a nove anni tra il pubblico di un incontro di pugilato dal regista William Beaudine, in cerca di un ragazzino ebreo che potesse interpretare la parte di Maurice Levy in Penrod and Sam (1923). Diventò così una presenza ricorrente in film di soggetto ebraico, da His People (1925) con Rudolph Schildkraut a The Cohens and the Kellys (1926), fino al suo ruolo più famoso ne Il cantante di jazz (1927), primo film (parzialmente) sonoro della storia del cinema, dove interpretò il ruolo di Al Jolson da ragazzo.
Affermatosi come uno dei più affidabili attori bambini del tempo in ruoli di supporto, ottenne ruoli importanti anche nel western Fulmine pigro (1926) con Art Acord e in uno dei primi film di Rin Tin Tin, A Race for Life (1928). Con il passaggio all'età adulta diminuirono le occasioni per lui di emergere; negli anni Trenta si vide offrire solo piccole parti per lo più non accreditate.
Abbandonata la carriera di attore, Robert Gordon si dedicò dal 1947 al 1971 a quella di regista. Tra i titoli da lui diretti per il grande schermo si ricordano in particolare The Joe Louis Story (1953), Il mostro dei mari (1955) e Tarzan and the Jungle Boy (1968). Lavorò con maggior frequenza per la televisione, dove diresse numerosi episodi di popolari serie, come Frida (1955-1956), The Texan (1959) e King of Diamonds (1961-1962). Sposato con Sophia Levine, morì nel 1990 a Los Angeles, all'età di 77 anni.

## Filmografia

### Attore (solo ruoli accreditati)
- Penrod and Sam, regia di William Beaudine (1923)
- Junior Partner, regia di Arvid E. Gillstrom (1924) - cortometraggio
- The Measure of a Man, regia di Arthur Rosson (1924)
- The Sign of the Cactus, regia di Clifford Smith (1925)
- The Happy Warrior, regia di J. Stuart Blackton (1925)
- His People, regia di Edward Sloman (1925)
- Sea Scamps, regia di Charles Lamont (1926) - cortometraggio
- The Cohens and the Kellys, regia di Harry A. Pollard (1926)
- Open Spaces, regia di Charles Lamont (1926) - cortometraggio
- Fulmine pigro (Lazy Lightning), regia di William Wyler (1926)
- What Every Girl Should Know, regia di Charles Reisner (1927)
- Sinews of Steel, regia di Frank O'Connor (1927)
- Mountains of Manhattan, regia di James P. Hogan (1927)
- Il cantante di jazz (1927)
- A Race for Life, regia di D. Ross Lederman (1928)
- Wide Open, regia di Archie Mayo (1930)
- Ritorno alla vita (Counsellor at Law), regia di William Wyler (1933)
- Strange Wives, regia di Richard Thorpe (1934)
- Two Against the World, regia di William C. McGann (1936)
- Law of the Wolf, regia di Bernard B. Ray (1939)

### Regista
- Per tutta la vita (Blind Spot) (1947)
- Sport of Kings (1947)
- Black Eagle (1948)
- Thunder in the Pines (1948)
- The Joe Louis Story (1953)
- Il mostro dei mari (It Came from Beneath the Sea) (1955)
- Cittadino dannato (Damn Citizen) (1957)
- Gli sterminatori dei comanches (The Rawhide Trail) (1958)
- Sinfonia di morte (Black Zoo) (1963)
- Una cara para escapar (1963)
- Tarzan and the Jungle Boy (1968)
- Lo chiamavano Sergente Blu (The Gatling Gun) (1971)

## Televisione

### Regista
- The Big Story, serie TV, 2 episodi (1952)
- Frida (My Friend Flicka) - serie TV, 8 episodi (1959)
- I racconti del West (Zane Grey Theater) - serie TV, 6 episodi (1958)
- Bold Venture - serie TV, 2 episodi (1959)
- The Texan - serie TV, 8 episodi (1959)
- Maverick - serie TV, un episodio (1959)
- The Alaskans - serie TV, 2 episodi (1959)
- Bourbon Street Beat - serie TV, un episodio (1959)
- Lo sceriffo indiano (Law of the Plainsman) - serie TV, 2 episodi (1959-1960)
- Bonanza - serie TV, un episodio (1961)
- The Many Loves of Dobie Gillis - serie TV, 5 episodi (1960-1961)
- King of Diamonds - serie TV, 6 episodi (1961-1962)
- The Real McCoys - serie TV, 3 episodi (1962-1963)